# Prémio Gordon E. Sawyer
O Prémio Gordon E. Sawyer (em inglês:  Gordon E. Sawyer Award) é um Óscar especial entregue pela Academia de Artes e Ciências Cinematográficas a "um indivíduo na indústria cinematográfica, cujas contribuições tecnológicas proporcionaram crédito à indústria." O prémio foi nomeado em homenagem ao antigo diretor de som do Samuel Goldwyn Studio, Gordon E. Sawyer, e três vezes vencedor do Óscar, que afirmava que os Óscares entregues no passado, ordenados cronologicamente e por categoria, representam a história do desenvolvimento da cinematografia. O Prémio Gordon E. Sawyer é atribuído ao mais votado pelo Comité de Prémios Científicos e Técnicos da Academia.

## Vencedores
- 1981 (54.ª cerimónia) Joseph Walker[1]
- 1982 (55.ª cerimónia) John O. Aalberg[1]
- 1983 (56.ª cerimónia) John G. Frayne[1]
- 1984 (57.ª cerimónia) Linwood G. Dunn[1]
- 1987 (60.ª cerimónia) Fred Hynes[2]
- 1988 (61.ª cerimónia) Gordon Henry Cook[1]
- 1989 (62.ª cerimónia) Pierre Angénieux[2]
- 1990 (63.ª cerimónia) Stefan Kudelski[3]
- 1991 (64.ª cerimónia) Ray Harryhausen[3]
- 1992 (65.ª cerimónia) Erich Kästner[2]
- 1993 (66.ª cerimónia) Petro Vlahos[4]
- 1995 (68.ª cerimónia) Donald C. Rogers[5]
- 1997 (70.ª cerimónia) Don Iwerks[3]
- 1999 (72.ª cerimónia) Roderick T. Ryan[3]
- 2000 (73.ª cerimónia) Irwin W. Young[6]
- 2001 (74.ª cerimónia) Edmund M. Di Giulio[6]
- 2003 (76.ª cerimónia) Peter D. Parks[7]
- 2004 (77.ª cerimónia) Takuo Miyagishima[8]
- 2005 (78.ª cerimónia) Gary Demos[9]
- 2006 (79.ª cerimónia) Ray Feeney[10]
- 2007 (80.ª cerimónia) David Grafton[11]
- 2008 (81.ª cerimónia) Edwin Catmull[12]
- 2011 (84.ª cerimónia) Douglas Trumbull[13]
- 2013 (86.ª cerimónia) Peter Anderson[14]
- 2014 (87.ª cerimónia) David W. Gray[15]